# Līvu Akvaparks
Līvu Akvaparks (Det liviske vandland eller Livu Aquapark) er det største indendørs og multifunktionelle vandland i Baltikum og Østeuropa. Vandlandet, der i meningsmålinger angives til at være en af Letlands største turistattraktioner, ligger i Jūrmala ved floden Lielupe ca. 20 minutter fra Riga. Vandlandet har over 40 attraktioner, hvilket inkluderer omkring 14 vandrutschebaner, bassin med kunstige bølger, vandlegeland for børn, kunstig å med strøm, spa-afdeling for voksne med vandbar, boblebad, saunaer osv. Badetøj er påkrævet overalt også i bad og sauna. Prisen for at komme ind i vandlandet er forholdsvis høj sammenlignet med andre turistattraktioner i Letland. Ankommer man med bil, skal man være opmærksom på, at der kræves en særlig adgangsbillet ved indkørsl til Jūrmala.